# Franco Trevisi
Franco Trevisi (n. 29 noiembrie 1955, Carpi, Emilia-Romagna, Italia) este un actor italian de teatru și film.

## Biografie
Actor de teatru, el a jucat în mai multe filme. Și-a făcut debutul în cinematografie în 1980 în filmul Uomini e no, regizat de Valentino Orsini. Ulterior a apărut la televiziune în numeroase seriale precum Caracatița, Distretto di Polizia și Don Matteo.

## Filmografie

### Filme de cinema
- Chiedo asilo, regie: Marco Ferreri (1979)
- L'educatore autorizzato, regie: Luciano Odorisio (1980)
- Uomini e no, regie: Valentino Orsini (1980)
- Langturschauffør, regie: Peter Ringgaard (1981)
- La tragedia di un uomo ridicolo - regie: Bernardo Bertolucci (1981)
- Occhei, occhei, regie: Claudia Florio (1983)
- Benvenuta (Benvenuta), regie: André Delvaux (1983)
- Flirt, regie: Roberto Russo (1983)
- Liberté, égalité, choucroute, regie: Jean Yanne (1985)
- Phenomena, regie: Dario Argento (1985)
- Assisi Underground (The Assisi Underground), regie: Alexander Ramati (1985)
- Juke Box, regie: Carlo Carlei e Enzo Civitareale (1985)
- Il caso Moro, regie: Giuseppe Ferrara (1986)
- Ginger e Fred, regie: Federico Fellini (1986)
- Ultimo minuto, regie: Pupi Avati (1987)
- Kidnapping - Pericolo in agguato (Man on Fire), regie: Elie Chouraqui (1987)
- Il siciliano (The Sicilian), regie: Michael Cimino (1987)
- Vogliamoci troppo bene, regie: Francesco Salvi (1989)
- Francesco, regie: Liliana Cavani (1989)
- Tempo di uccidere, regie: Giuliano Montaldo (1989)
- Les ritals, regie: Marcel Bluwal (1991)
- Cinecittà... Cinecittà, regie: Renzo Badolisani (1992)
- Antelope Cobbler, regie: Antonio Falduto (1993)
- Apocrifi sul caso Crowley, regie: Ferdinando Vicentini Orgnani - scurtmetraj (1994)
- L'ultimo concerto, regie: Francesco Laudadio (1995)
- Vendetta, regie: Mikael Håfström (1995)
- Facciamo fiesta, regie: Angelo Longoni (1997)
- La tregua, regie: Francesco Rosi (1997)
- Nel profondo paese straniero, regie: Fabio Carpi (1997)
- Il primo estratto, regie: Gianpaolo Tescari (1997)
- Mare largo, regie: Ferdinando Vicentini Orgnani (1998)
- La rumbera, regie: Piero Vivarelli (1998)
- Un uomo perbene, regie: Maurizio Zaccaro (1999)
- Nora (Nora), regie: Pat Murphy (2000)
- Denti - regie: Gabriele Salvatores (2000)
- I cavalieri che fecero l'impresa, regie: Pupi Avati (2001)
- Windows, regie: Joseph Tito - scurtmetraj (2004)
- Les bronzés 3: amis pour la vie, regie: Patrice Leconte (2006)
- Push, regie: Loris Lai - scurtmetraj (2006)
- Le cose in te nascoste - regie: Vito Vinci (2008)
- The International (The International), regie: Tom Tykwer (2009)
- La legge del crimine (La premier cercle), regie: Laurent Tuel (2009)
- Quando la notte, regie: Cristina Comencini (2011)
- J.A.C.E., regie: Menelaos Karamaghiolis (2011)
- Il console italiano, regie: Antonio Falduto (2012)
- Canepazzo, regie: David Petrucci (2012)
- Shuna: The Legend, regie: Emiliano Ferrera (2012)
- Vinodentro, regie: Ferdinando Vicentini Orgnani (2013)
- Tode Tì, regie: Valerio Esposito - scurtmetraj (2013)
- L'impresa, regie: Davide Labanti - scurtmetraj (2014)

### Filme de televiziune
- Fregoli, regie: Paolo Cavara - miniserial TV (1981)
- Turno di notte, regie: Paolo Poeti - miniserial TV (1981)
- Un commissario a Roma - serial TV, episodul 1x05 (1993)
- T.I.R., regie: Stelvio Massi - serial TV (1984)
- Attentato al Papa, regie: Giuseppe Fina - miniserial TV (1986)
- Caracatița 3, regie: Luigi Perelli - miniserial TV (1987)
- Série noire, regie: Daniel Duval și Pierre Gimblat - serial TV (1984)
- Caracatița 4, regie: Luigi Perelli - miniserial TV (1989)
- L'Achille Lauro - Viaggio nel terrore, regie: Alberto Negrin - miniserial TV (1990)
- Il ritorno di Ribot, regie: Pino Passalacqua - miniserial TV (1991)
- Pronto, regie: Jim McBride - film TV (1997)
- La strada segreta, regie: Claudio Sestieri - film TV (1999)
- L'ispettore Giusti, regie: Sergio Martino - serial TV (1999)
- I giudici - Excellent Cadavers (Excellent Cavavers), regie: Ricky Tognazzi - film TV (1999)
- Padre Pio - Tra cielo e terra, regie: Giulio Base - miniserial TV (2000)
- Padre Pio, regie: Carlo Carlei (2000)
- Don Matteo - serial TV, episoadele 2x15 și 4x11 (2001-2004)
- Tre casi per Laura C, regie: Gianpaolo Tescari - miniserial TV (2002)
- Cuore di donna, regie: Franco Bernini - film TV (2002)
- Un caso di coscienza, regie: Luigi Perelli - serial TV, episodul 1x03 (2003)
- L'avvocato, regie: Massimo Donati și Alessandro Maccagni - serial TV, episodul 2x05 (2003)
- De Gasperi, l'uomo della speranza, regie: Liliana Cavani - miniserial TV (2005)
- L'uomo sbagliato, regie: Stefano Reali - miniserial TV (2005)
- L'enigma Tewanna Ray, regie: Alessandro Maccagni - film TV (2006)
- Liberi di giocare - regie: Francesco Miccichè - miniserial TV (2007)
- Distretto di Polizia - serial TV (2007)
- Dottor Clown, regie: Maurizio Nichetti - film TV (2008)
- Rex - serial TV, episodul 1x07 (2009)
- Le inchieste dell'ispettore Zen (Zen), regie: Christopher Menaul - miniserial TV (2011)
- Cesare Mori - Il prefetto di ferro, regie: Gianni Lepre - miniserial TV (2012)
- I segreti di Borgo Larici, regie: Alessandro Capone - serial TV (2013)
- Tutta la musica del cuore, regie: Ambrogio Lo Giudice - serial TV, episoadele 1x01, 1x05, 1x06 (2013)
- I misteri di Laura, regie: Alberto Ferrari - serial TV, episodul 1x01 (2015)

## Legături externe
- Site web oficial
- Franco Trevisi la Internet Movie Database
- Franco Trevisi, pe AllMovie, All Media Network.